# Іконник Віктор Михайлович
Ві́ктор Миха́йлович Іко́нник (29 вересня 1929 , Іванівка, Семенівський район, Кременчуцька округа, Українська СРР, СРСР  — 18 січня 2000 , Київ ) — український хоровий диригент, педагог. Лауреат Державної премії УРСР ім. Т. Г. Шевченка (1982), народний артист УРСР (1989).

## Біографія

Могила Віктора Іконника

Народився 29 вересня 1929 року в селі Іванівці, тепер Семенівського району Полтавської області. В 1957 році закінчив Одеську консерваторію по класу хорового диригування К. Пігрова, Д. Загрецького. З того ж року — викладач Ніжинського, а в 1961—1973 роках — Київського педагогічних інститутів, а 1961—1968 роках — Київської консерваторії.
З 1964 року — керівник Камерного хору при Хоровому товаристві України, у 1973—1989 роках — художній керівник та головний диригент Київського камерного хору імені Бориса Лятошинського, з 1992 року реорганізованого в Ансамбль класичної музики при Будинку органної та камерної музики.
Дружина — хорова диригентка, піаністка, народна артистка України Валентина Захарченко (нар. 1941).
Помер у 70-річному віці 18 січня 2000 року. Похований в Києві на Байковому кладовищі (ділянка № 49а, 50°25′0.90″ пн. ш. 30°30′5.80″ сх. д. / 50.4169167° пн. ш. 30.5016111° сх. д.).

## Звання, відзнаки
- лауреат Державної премії УРСР ім. Т. Г. Шевченка (1982);
- Народний артист УРСР (1989).

## Творчість
Автор хорів: «Сонце заходить» (слова Тараса Шевченка) та інші, «Поліфонічних варіацій» на дві українські народні пісні, обробок українських народних пісень.